# Sant Joan del Pla (Sant Martí de Llémena)
es mentida de vritat esdiu pla de sant joan
Sant Joan del Pla és una obra de Sant Martí de Llémena (Gironès) inclosa a l'Inventari del Patrimoni Arquitectònic de Catalunya.

## Descripció

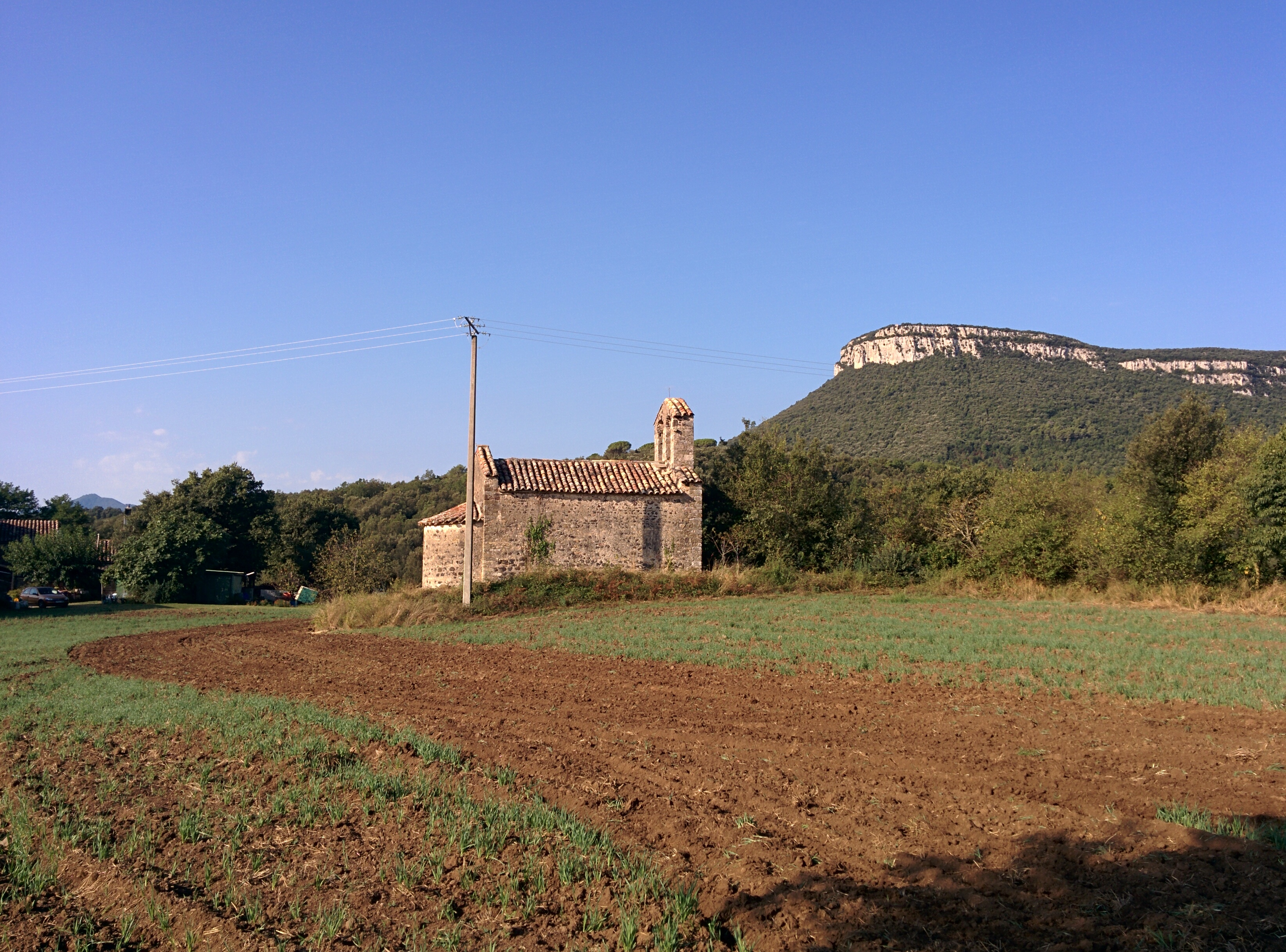
Ermita de Sant Joan del Pla amb la muntanya de Sant Roc de la Barroca al fons

És una capella d'una sola nau, coberta amb volta de canó, de perfil lleugerament apuntat, amb absis de punt rodó. La façana principal presenta espitlleres. L'accés es fa a través d'una porta semidovellada de pedra amb un teuladet a dues aigües al damunt. El campanar d'espadanya de dos arcs es produeix a la cara curta de la nau, contrària a l'absis. A l'absis s'obren dues finestres, la central de doble esqueixada, i cap al sud una altra, d'una sola esqueixada aparedada, a la façana oest n'hi ha una quarta, totalment transformada.
L'interior està ben arreglat i preparat per al culte, amb una imatge de sant Joan Baptista que presideix la capella. Té uns goigs dedicats escrits per mn. A. Soler.